# Gens Livia
Die Gens Livia (auch Livii; deutsch Livier) waren eine römische Plebejerfamilie (gens). Sie stammte aus Latium und trat als eine der ersten latinischen Familien 338 v. Chr. in die römische Bürgerschaft über. Als Stammvater gilt Marcus Livius Denter, der 302 v. Chr. Konsul wurde. Bereits 348 v. Chr. gab es einen Livius Drusus als Magister equitum, der den Aufstieg der Familie und den wichtigsten Zweig der Drusi begründete. Dieses Cognomen (Beiname) soll nach Sueton angeblich auf die Keltenkriege zurückgehen. Seit dem 3. Jahrhundert v. Chr. bestand eine enge Beziehung zwischen den Liviern und der gens Aemilia, einer der ältesten patrizischen Familien Roms.
Marcus Livius Salinator gilt als der zweite Begründer der gens. Von ihm gingen die Zweige der Drusi und Salinatores aus. In beiden Linien finden sich vornehmlich die Praenomen Marcus und Gaius. Nach dem Tode Marcus Livius Drusus des Jüngeren sicherte die Familie ihr Weiterbestehen durch Adoptionen, in erster Linie von Claudiern und vielleicht Scriboniern.

## Bedeutende Namensträger
- Marcus Livius Denter, Konsul 302 v. Chr.
- Marcus Livius Salinator
- Gaius Livius Salinator
- Marcus Livius Drusus der Ältere
- Marcus Livius Drusus der Jüngere
- Marcus Livius Drusus Claudianus
- Marcus Livius Drusus Libo, Konsul 15 v. Chr.
- Publius Livius Larensis, römischer Ritter
- Lucius Livius Ocella Servius Sulpicius Galba
- Livia
- Livia Drusilla